# Emil Lee
Emil Lee (New York, 30 juni 1965) is een Sint Maartens politicus en was minister van Volksgezondheid, Sociale Ontwikkeling en Arbeidszaken tussen 2015 en 2019.
Emil Lee is geboren in New York als zoon van Chinese migranten en groeide daar op in een Joodse buurt. In 1991 vertrok Lee naar Sint Maarten voor de bouw van een boetiekhotel gelegen nabij Dawn Beach. Na oplevering van Princess Heights Condominiums werd hij tot directeur aangesteld. Van 2001 tot 2014 was hij voorzitter van de St. Maarten Hospitality & Trade Association. In 2014 werd hij als eerste Sint Maartens hotelier gekozen tot voorzitter van de Caribbean Hotel & Tourism Association (CHTA), de regionale koepelorganisatie voor de hotelsector.
In 2014 nam Lee deel aan de statenverkiezingen op de DP-lijst. Na de val van het kabinet-Gumbs in 2015 kwam het kabinet-Marlin I tot stand, een coalitie tussen NA, USP, DP en twee onafhankelijke statenleden. Lee stapte op als voorzitter CHTA en werd op 19 november 2015 minister van Volksgezondheid, Sociale Ontwikkeling en Arbeidszaken. Deze portefeuilles vervulde hij in de achtereenvolgende kabinetten Marlin I, Marlin II, Marlin-Romeo I en Marlin-Romeo II. Tijdens het begrotingsdebat op 28 juni 2019 kreeg hij een motie van wantrouwen, ingediend door partijgenoot Luc Mercelina en aangenomen met steun van de oppositie. Lee diende vervolgens zijn ontslag in bij de governeur doch bleef tot 10 oktober 2019 aan.  Bij de statenverkiezingen in 2018 en 2020 verscheen hij op de UD-lijst.